# Czesław Litwin
Czesław Litwin (Głogów; 17 de Março de 1955 — 27 de setembro de 2024) foi um político da Polónia. Ele foi eleito para a Sejm em 25 de Setembro de 2005 com 9902 votos em 1 no distrito de Legnica, candidato pelas listas do partido Samoobrona Rzeczpospolitej Polskiej.